# Marco Kaminski (Fußballspieler)
Marco Kaminski (* 15. Februar 1984; auch Marko Kaminski) ist ein deutscher Fußballspieler.

## Karriere
Kaminski spielte in der Jugend von Borussia Dortmund und wechselte im U17-Alter in die Nachwuchsabteilung von LR Ahlen. Nach drei Jahren in der Ahlener Reservemannschaft, mit der er in der Oberliga Westfalen spielte, gehörte er von 2006 bis 2008 dem Profikader an. Dort kam er gegen Ende der Saison 2005/06 in der 2. Fußball-Bundesliga zu einem Einsatz gegen den VfL Bochum. Von 2008 bis 2017 spielte Kaminski beim SC Verl in der Regionalliga West. Im Sommer 2017 wechselte er zum Bezirksligisten FC Kaunitz.

## Auszeichnungen
Marco Kaminski wurde im Frühjahr 2024 in die Jahrhundertelf des SC Verl gewählt.